# Изник
Изник је град и административни округ у провинцији Бурса, Турска. Историјски је био познат као Никеја (грч. Νίκαια), одакле потиче и његово модерно име. Град лежи у плодном базену на источном крају језера Изник, омеђен низовима брда на северу и југу. Град је далеко само 90 км југоисточно од Истанбула, али путем око залива Измит удаљен је 200 км. Налази се 80 км од Бурсе.
У граду се налази западни зид који се уздиже од самог језера, пружајући истовремено заштиту од опсаде из тог правца, као и извор залиха које би било тешко прекинути. Језеро је довољно велико да се не може лако блокирати са копна, а град је био довољно велик да веома отежа сваки покушај да се опсадним оружјем на копну дође до луке.
Град је са свих страна био окружен зидовима дужине 5 км и висине око 10 м. Они су пак били окружени двоструким јарком на копненим деловима, а укључивали су и преко 100 кула на разним локацијама. Велике капије на три копнене стране зидова пружале су једини улаз у град.
Данас су зидови на многим местима срушени због путева, али већи део раних радова је преживео и као резултат тога град представља туристичко одредиште. Град има око 15.000 становника. Окружни је центар провинције Бурса од 1930. Био је то у округу Кочаели између 1923. и 1927. године, а био је и градско насеље Јенишехир округа између 1927. и 1930. године.
Град је био важан произвођач високо украшеног посуђа и плочица од фрит порцелана у 16. и 17. веку.

## Историја
За историју пре османског освајања, погледајте чланак о Никеји.

1331. године султан Орхан је заузео град од Византије и током кратког периода град је постао главни град растућег османског емирата. Велика црква Аја Софија у центру града претворена је у џамију и постала позната као Орханова џамија. У близини су изграђене медреса и купалишта. Орхан је 1334. године саградио џамију и имарет (народну кухињу) одмах испред врата Јенишехира (Yenişeh Kapısı) на јужној страни града.
- Зидине Изника код Јенишехирских врата
- Јенишехирска врата
- Капија Лефке
- Зид на капији Лефке
- Зид на Истанбулској капији
- Позориште Изник
- Остаци цркве
- Остаци цркве
- Сулејманпаша медреса, Изник
- Црква Аја Софија

Марокански путник Ибн Батута боравио је у Изнику крајем 1331. године убрзо након заузимања града од стране Орхана. Према Ибн Батути, град је био у рушевинама и у њему је живео само мали број људи који су били у служби султана. Унутар градских зидина биле су баште и обрађене парцеле са кућама окруженим воћњацима. Град је производио воће, орахе, кестене и крупно слатко грожђе.
Попис становништва из 1520. године забележио је 379 муслиманских и 23 хришћанска домаћинства, док је попис извршен век касније 1624. године забележио 351 муслиманских и 10 хришћанских домаћинстава. Претпостављајући да по пет чланова има свако домаћинство, ове бројке указују на то да је становника било око 2.000. Разне процене у 18. и 19. веку дају сличне бројеве. Град је био сиромашан, а становништво малобројно чак и када је производња керамике била на врхунцу током друге половине 16. века.

Процењује се да је у византијском граду живело 20 000–30 000 становника, али у османском периоду град никада није био просперитетан и заузимао је само мали део озиданог подручја. Енглески духовник Џон Ковел посетио је Изник 1677. године и открио да је заузета само трећина града. 1745. енглески путник Ричард Покок известио је да Изник није више од села. Низ посетилаца описао је град на неугодан начин. После посете 1779. године, италијански археолог Доменико Сестини написао је да Изник није ништа друго него напуштени град без живота, буке и кретања.  Џејмс Далавеј је 1797. године описао Изник као „бедно село дугих стаза и зидова од блата...“  Град је озбиљно оштећен 1921. током грчко-турског рата (1919–1922); становници су постали избеглице и многе историјске зграде су оштећене или уништене.

## Керамика и плочице
Град је постао важнији развојем индустрије грнчарије и плочица током османског периода у 16. веку, познатом као İznik Çini. Керамичке плочице Изник коришћене су за украшавање многих џамија у Истанбулу које је дизајнирао Мимар Синан. Међутим, ова индустрија је опала у 17. веку и Изник је постао углавном пољопривредни мањи град на том подручју када га је велика железница заобишла у 19. веку.
- Плочице из Изника унутар Селимије џамије у Једрену
- Музеј Изник
- Изложба музеја Изник
- Изложба музеја Изник
- Изложба музеја Изник
- Изложба музеја Изник
- Свећњаци
- Кригла
- Џамија Пијале паше
- Тањир

## Сачувани споменици
Велики број споменика подигли су Османлије у периоду између освајања 1331. и 1402. године када је град опљачкао Тамерлан. Међу онима који су преживели су:
- Џамија Хаџи Озбек (1333). Ова џамија је изграђена само три године након освајања. Трем на западној страни зграде срушен је 1940. године да би се проширио пут.[17]
- Јешил џамија, Изник (1378–1391). Џамија је изграђена за Чандарли Кара Халила Хајрудин-пашу, првог великог везира Османског царства. Налази се у близини Лефке капије на источној страни града. Оштећена је 1922. током грчко-турског рата и обновљена између 1956. и 1969.[5][18]
- Аја Софија такође позната као Аја Софја[19] (грч. Ἁγία Σοφία, "Света Мудрост") је византијска некадашња црквена грађевина коју је Јустинијан I саградио усред града у 6. веку.[20]
- Нилуфер Хатун кухиња (1388). Зграда је била напуштена дуги низ година, али је обновљена 1955. године и сада је музеј.[21]
- Медреса Сулејман Паше (средина 14. века). Ово је једна од две преживеле медресе у граду. Обновљена је у 19. веку и поново 1968.[22]
- Маузолеј Чандарли Хајрудин Паше (14. век). Главна соба садржи петнаест саркофага. У доњој соби налазе се још три саркофага, укључујући и Хајрудин-пашин. Маузолеј се налази на гробљу испред капије Лефке источно од града.[23]

Неколико споменика преживело је у 20. веку, али је уништено током грчко-турског рата (1919–1922). Ови укључују:
- Црква Успења (6 – 8. век, али обновљена после земљотреса 1065). Ово је била једина црква у граду која није претворена у џамију.[24] Била је украшена византијским мозаицима из 11. века од којих су фотографије преживеле.[25][26]
- Џамија Ешрефзаде Румије (15. век). Ешрефзаде Руми био је ожењен ћерком Хаџи Бајрама Вели. Основао је суфијску секту и након његове смрти 1469–70. његова гробница постала је место ходочашћа.[5] Џамија је обновљена, а гробница је украшена плочицама Изник.[27]
- Џамија и маузолеј Сејх Кутбедин (15. век). Џамија и маузолеј су обновљени.[28][29]

- Изник Есрефоглу комплекс, екстеријер
- Изник Есрефоглу комплекс, ентеријер
- Комплекс гробница Есрефоглу
- Џамија Сејх Кутбудин са маузолејем
- Гробнице Сех Кутбудин џамије

## Спорт
Ултрамаратон Изник је трка издржљивости од 130 км која се одржава око језера Изник у априлу од 2012. године као најдуже једностепено атлетско такмичење у земљи.

## Међународни односи

### Градови близанци - градови побратими
Изник је побратимљен са:
- Ђингдеџен, Кина
- Куло, Грузија
- Никеја, Грчка
- Питивје, Француска
- Шпандау, Немачка
- Талас, Киргистан
- Тутин, Србија